# Craiova
Craiova (kiejtése: [kra'jova], régi magyar nevén: Királyi, a romániai magyar sajtóban: Krajova) romániai város Olténiában, Dolj megye központja. 
A város jelentős vasúti és közúti közlekedési csomópont, a Zsil (románul: Jiu) folyó közelében fekszik.

## Története
Neve a szláv kral (király) szóból ered. Mai nevén a 15. században említik az oklevelek.
A település a Craiovescu család birtokában volt. Az olténiai bán székhelye itt volt egy időben.
Ősidők óta fontos kereskedelmi központ, de csak sokára fejlődött várossá. A települést hol elemi csapások (például 1790-ben földrengés), hol pedig a törökök pusztították el (a 19. század első éveiben). 1848 júniusában a forradalmi román kormány székhelye.
A romániai magyar sajtóban Krajova néven szerepel, de már az első világháború előtt is többnyire így használták az erdélyi magyar újságok is.

## Gazdaság
Ipara a második világháború után kezdett el fejlődni. Ma országos jelentőségű iparközpont (hőerőmű, textilipar, bőripar, vegyipar, autógyártás – az egykori Oltcit gyár a Daewoo cég tulajdonába került), mely 40 000 munkahelyet teremt közvetlenül és közvetve.

## Népessége
Népessége 2002-ben 302 622 fő volt.

## Itt születtek
- Titu Maiorescu (1840–1917) irodalomkritikus, politikus, Románia miniszterelnöke 1913-1914 között és a Junimea irodalmi egyesület egyik alapítója.
- Constantin Coandă (1857–1932) román tábornok, ügyvezető miniszterelnök (1918-ban), külügyminiszter, a neuillyi béke aláírója román részről.
- Constantin Angelescu (1870–1948) román tanügyminiszter, miniszterelnök.
- Constantin Argetoianu (1871–1955) miniszterelnök.
- Constantin Sănătescu (1885–1947) tábornok, Románia miniszterelnöke 1944. augusztus 23. - december 5. között.
- Nicolae Macici (1886–1950) román tábornok, háborús bűnös, az 1941-es odesszai mészárlás fő felelőse.
- Raiss Izabella Lucia (1880. augusztus 16. – Gönyü? , 1944. november) műfordító, pedagógus.
- Bartha Ignác jogász, jogi szakíró (1896)
- Alex Velea (1984. május 13.) román televíziós személyiség, popénekes és zeneszerző, a Star Factory tehetségkutató műsor győztese.